# آب‌زالو عرب
آب زالو عرب، روستایی از توابع بخش مرکزی شهرستان مسجدسلیمان در حاشیه سد گتوند استان خوزستان ایران است

## جمعیت
این روستا در دهستان جهانگیری قرار دارد و براساس سرشماری مرکز آمار ایران در سال ۱۳۸۵، جمعیت آن ۴۰۰ نفر (۶۷خانوار) بوده‌است.